# Karl Bucha
Karl Bauch genannt Bucha (14. November 1868 in Weimar als Karl Friedrich Bauch – nach 1939) war ein deutscher Opernsänger (Bass), Musiker, Opernregisseur und Gesangspädagoge.

## Leben
Bucha, Sohn eines Fleischermeisters, war schon von seinem neunten Jahre an in seiner Vaterstadt im Kirchenchor tätig und sang auch bald alle Sopransoli. Hofrat Carl Müllerhartung wurde auf den jungen Mann, der vortrefflich vom Blatt zu singen verstand, und ihn stimmlich interessierte, aufmerksam und bestimmte ihn die Sängerlaufbahn zu ergreifen; er spielte Viola, Violine, Klavier, Orgel und Horn und trat, nachdem er von Hans Feodor von Milde gesanglich ausgebildet worden war, im Jahre 1888 am Hoftheater in Mannheim als „Morales“ in Carmen zum ersten Mal öffentlich auf.
Er blieb daselbst bis 1890, kam dann nach Weimar (bis 1895), sodann nach Hamburg (bis 1897), nach Düsseldorf (bis 1899), und trat hierauf abermals in den Verband der Weimarer Hofbühne, wo er als „Daland“ (Der fliegende Holländer) debütierte und dort bis 1910 verblieb.
Er vertrat mit ausgesprochenem Erfolg das seriöse Bassfach und es war vor allem seine musikalische Begabung, die anerkannt wurde.
Bucha wurde mindestens dreimal auf Empfehlung von Hofkapellmeister Richard Strauss nach Bayreuth geladen, wo er den „Titurel“, „Gralsritter“ etc. verkörperte. 1895 erschien er auch in New York an der Metropolitan Opera.
Von 1899 bis 1909 sang er häufig als Gast am Opernhaus von Leipzig, am Opernhaus Hamburg und am Hoftheater Kassel. Von 1911 bis 1912 führte er Regie am Stadttheater von Erfurt, und nochmals von 1916 bis 1918. Nach 1920 war er der Leiter einer Opernschule in Weimar, wo er 1939 noch lebte. Er war Mitglied der Weimarer Freimaurerloge Anna Amalia zu den drei Rosen.

## Familie
Bucha war mit Anna Holl verheiratet. In Weimar wurde Ende Mai 1893 seine Tochter Lydia Hilda (1893–1980) geboren, die 1980 in Erfurt starb. Während seines Aufenthalts in Hamburg wurde Anfang Mai 1896 sein Sohn Gerhard Siegfried geboren.